# Eulamio de Frigia
Eulamio (o Eulame, en griego: Eὐλάμιος), nacido en Frigia, fue, con Damascio, uno de los filósofos atenienses que buscó asilo en la corte de Cosroes I de Persia en 532, cuando Justiniano I cerró la última escuela filosófica pagana en Atenas.

## Cierre de la escuela neoplatónica de Atenas (529)
El emperador bizantino Justiniano (483-565), con el fin de asegurar la hegemonía de su imperio, que a sus ojos suponía la unidad religiosa, emitió implacables edictos de proscripción contra los paganos, los judíos, los arrianos y otras muchas sectas. Todos fueron excluidos del servicio militar, los cargos públicos y la educación. Es dentro de este marco cuando en una ordenanza de 529, enviada a Atenas, prohibía 'enseñar filosofía', 'explicar leyes' y 'jugar a los dados'. El Imperio romano primero prohibió la enseñanza de la filosofía helenística, cerró las escuelas de Atenas, último refugio de las letras y la filosofía, y terminó confiscando todos sus bienes. En general, se estima que no se pudo reanudar ninguna actividad filosófica en Atenas después de estas medidas de prohibición.

## Exilio de Eulamio y otros filósofos (529-532)
Siete filósofos se vieron obligados a buscar asilo en la corte de Cosroes I, rey de los sasánidas. Junto a Eulamio, se exiliaron Damascio el Diádoco, Simplicio de Cilicia,  Prisciano de Lidia, Hermias de Fenicia, Diógenes de Fenicia e Isidoro de Gaza. Finalmente, decepcionados, a pesar de los ruegos de Cosroes, en 532, se establecieron en Harrán (Mesopotamia), ciudad bajo el paraguas bizantino, protegidos por un tratado de paz que garantizaba su seguridad. Harrán servirá como un relevo hacia la cultura islámica. La atracción del régimen persa, en un primer momento, a diferencia del régimen cristiano romano, pudo haber influido en la elección del lugar de exilio de los filósofos.
Agatías, el poeta e historiador bizantino relata: 

“Damascio el Sirio, Simplicio el Ciliciano, Eulamio el Frigio, Prisciano el Lidio, Hermias y Diógenes ambos de Fenicia, Isidoro de Gaza, todos ellos entonces, eran la flor más noble, para hablar como poetas, los filósofos de nuestro tiempo, que al no estar satisfechos con la opinión dominante entre los romanos sobre lo divino, pensaron que el régimen político de los persas era mucho mejor."

Su nombre aparece como Eulalio (griego: Eὐλάλιος) en la Suda y como Eulamio (griego: Eὐλάμιος) en las obras históricas de Agatías.